# Leonor de Bretaña
Leonor de Bretaña, Aliénor de Bretagne, en francés, (1182 – 10 de agosto de 1241), también conocida como Damisela de Bretaña, Perla de Bretaña o Belleza de Bretaña, fue la hija mayor de Godofredo II de Bretaña, el cuarto hijo del rey Enrique II de Inglaterra y Leonor de Aquitania,  y de Constanza de Bretaña. Tras la supuesta muerte en 1203 de su hermano encarcelado, Arturo, fue heredera de vastas tierras incluyendo Inglaterra, Anjou, y Aquitania como también Bretaña, coronas en las que la ley sálica no era aplicada. Su tío Juan I de Inglaterra fue el quinto hijo de Enrique II, y Leonor heredó el puesto de Arturo en la línea de sucesión al trono. Debido a esto representaba una amenaza potencial a Juan, y tras su muerte en 1216, como también la de su primo, Enrique III de Inglaterra fue hecha prisionera en 1202, convirtiéndose así en el primer miembro de la Familia Real Inglesa en ser mantenida prisionera. Como prisionera no pudo reclamar su puesto por el Ducado de Bretaña como la heredera de su madre.
Como la Emperatriz Matilde e Isabel de York, su reclamo al trono inglés tuvo muy poco apoyo de los barones, debido a que se esperaba que el monarca fuera varón, aunque la posibilidad de una monarca femenina no fuera ilegal. Algunos estudiantes de la historia han comentado que su encarcelamiento fue "el acto más injustificado del rey Juan".

## Infancia
Leonor se quedó sin padre a los dos años y fue criada por su tío Ricardo I de Inglaterra y su abuela Leonor de Aquitania. Sin embargo, el hecho de que estuviera bajo la tutela de Ricardo también significaba que estaba bajo custodia angevina, e incluso su madre Constanza nunca la consideró heredera potencial de Bretaña, lo que debilitó su posterior reclamación al ducado. Como su hermano Arturo era heredero presunto de Bretaña e Inglaterra, fue una de las princesas más pretendidas para el matrimonio. En 1190, después de que Ricardo no pudiera casarse con su hermana Juana debido al matrimonio de esta con Al-Adil I, hermano de Saladino, propuso que Leonor se casara con él, pero la negociación fue en vano, ya que Al-Adil no mostró interés en el cristianismo. En 1193, fue prometida a Federico, hijo de Leopoldo V de Austria, como parte de las condiciones para liberar a Ricardo, quien había sido hecho prisionera por el emperador Enrique VI. Sin embargo, cuando iba de camino a Austria al siguiente año, el duque murió, así que el matrimonio nunca tuvo lugar, y bajo la orden del Papa Celestino III volvió a Inglaterra, acompañada por su abuela Leonor.
En el verano de 1195, un matrimonio entre ella y Luis, hijo de Felipe II de Francia, fue sugerido, para una alianza entre Ricardo y Felipe, pero las negociaciones fallaron. Se dice que el Emperador se opuso al matrimonio; esto llevó a que se deteriorase la relación entre Ricardo y Felipe. Otro matrimonio, con Odón III de Borgoña, pudo haber sido sugerido, pero en 1198 Felipe le prohibió a Odon casarse con familiares de Ricardo sin su permiso.

## Encarcelamiento

### Bajo Juan
Tras la muerte del rey Ricardo en 1199, una lucha por el poder comenzó entre los que apoyaban a Arturo, quien tenía doce años y el hermano menor de Ricardo, Juan. Leonor estaba probablemente ya bajo el control de Juan cuando las fuerzas de Arturo fueron vencidas y fue capturado en la batalla de Mirebeau, 1 de agosto de 1202. Ciertamente, no hay mención de la captura de Leonor tras la batalla. Arturo desapareció misteriosamente tras su captura un año después. Sin embargo, como Leonor aún era heredera potencial, ya que Juan no tenía herederos legítimos, y era al menos preferible a otros pretendientes al trono, como Luis de Francia, no es probable que Juan hubiera decidido ya confinar a su sobrina para toda la vida.
El 6 de diciembre de ese año, Juan huyó a Normandía, llevándose a su prisionera, Leonor. Se dice que primero se la llevaron al norte de Inglaterra y luego a Bristol, vigilada por cuatro caballeros. En la primavera de 1204, Felipe II de Francia pidió que Leonor fuera liberada para que así ella pudiera casarse con su hijo menor.
Inicialmente Juan dispuso que los barones locales fueran a ver a Leonor para probar que estaba en buen estado. En 1206 Juan la mantuvo encarcelada en el Castillo de Brough en Westmorland (ahora en Cumbria), dejándola bajo la supervisión de Robert de Vieuxpont, antes de llevársela al Castillo de Bowes en North Riding of Yorkshire (ahora el Condado de Durham), y finalmente, al Castillo Corfe en la Isla de Purbeck en la costa de Dorset, junto a 25 caballeros franceses leales a ella, supervisados por Stephen de Turnham. Tras un intento de escapar, 22 de ellos fueron capturados y murieron de hambre. Leonor vivió en la Torre Gloriet de Corfe, tomaba sus comidas en el Long Hall y le era permitido caminar por los pasillos. Le era permitido tener tres doncellas y se le daban ropas y telas, como también dinero. También recibió de Juan una silla de montar, un regalo que afirmaba que no estaba confinada como en una prisión. Juan también le enviaba higos y almendras.
En 1208, el obispo de Nantes, Vannes y Cornualles intentó en vano negociar la libertad de Leonor. Muchos de los que la apoyaban se habían rendido. Leonor fue forzada a entregarle Bretaña y Richmond a Juan, quien se refería a ella como "querida sobrina" cuando se comunicaba con los bretones. Como la hija mayor de Constanza, Leonor tenía que haber sido reconocida como la duquesa de Bretaña tras la muerte de su hermano Arturo. Pero en vez de eso, los barones bretones, temiendo las reclamaciones del rey Juan de gobernar Bretaña en representación de los derechos de Leonor, o de casarla con un vasallo leal a Inglaterra, hizo que nombraran a su medio-hermana pequeña, Alix, duquesa en vez de a ella. Leonor fue nombrada Duquesa de Bretaña y Condesa de Richmond, como sucesora de su hermano, pero esto solo fue un título y nunca se materializó ya que Alix se convirtió en duquesa de Bretaña en 1203 y fue también nombrada Condesa de Richmond. Los barones bretones, ignorantes de su paradero, estaban listas para hacerla duquesa en caso de que algún día fuera liberada. De hecho Juan le permitió usar los títulos de Bretaña y Richmond, e incluso habló con nobles bretones sobre dejarla ir. Obligó a Leonor escribir una carta a los barones y eclesiásticos bretones, describiendo su vida en cautividad, expresando su esperanza de ser liberada, y pidiéndoles que fueran a Inglaterra a negociar su liberación. Esta carta es el único documento escrito por Leonor que se conserva.
En 1209, Guillermo I de Escocia mandó a sus hijas Margarita y Isobel a Juan como rehenes a Juan para pedir la paz entre Escocia e Inglaterra, y también fueron encarceladas en el Castillo Corfe junto a Leonor. En junio de 1213, Juan mandó túnicas verdes, capas, y zapatillas veraniegas a las princesa cautivas. Se les permitía algunas veces montar a caballo bajo vigilancia estricta.
En 1213, Juan usó a Leonor para chantajear a Pedro I de Bretaña, esposo de Alix, para formar una alianza con Inglaterra, tentándolo con ofrecerle el condado de Richmond, pero Pedro se mantuvo leal a Francia, incluso después de la captura por parte de Juan en Nantes del hermano mayor de Pedro, Roberto. Ese mismo año el papa Inocencio III declaró ser guardián de Leonor. En febrero de 1214, Juan hizo campaña en Aquitania y Poitou con Leonor, como también su esposa y el príncipe Ricardo, en contra de Alix, esperando conseguir apoyo bretón y establecer a Leonor como su duquesa marioneta; su ambición se terminó tras ser vencido en la Batalla de la Roche-aux-Moines. En julio de ese año, Juan huyó a Inglaterra, con Leonor junto a él. Ese mismo año Juan habló con nobles bretones sobre los derechos y la libertad de Leonor, pero después de esta expedición se quedó convencido de que no podía obtener nada del reclamo de Leonor al ducado, así que también reconoció a Alix como duquesa de Bretaña y no volvió a apoyar a Leonor: tampoco lo hizo Enrique III tras su ascensión al trono. Entonces Felipe II ya había tomado los territorios angevinos, y ni los bretones ni Felipe II pidieron que Leonor fuera liberada, ya que era más estable que estuviera prisionera en Inglaterra que se convirtiera en una duquesa francesa.
Las tensiones entre Juan y los barones Anglo-normandos comenzó con la primera guerra de los Barones en 1215 y Luis de Francia lideró la invasión de Inglaterra como apoyo a su reclamación del trono británico, como esposo de Blanche, una nieta materna de Enrique II, mientras que Inocencio III declaró que Leonor tenía mejor derecho que Juan. Cuando la Carta Magna se emitió ese año, se pidió que las rehenes de Juan, incluyendo las princesas escocesas y galesas, fuera liberadas. Sin embargo, Leonor fue excluida.
Hay diferentes testimonios de dónde Leonor fue mantenida en cautividad alo largo de los años. Algunas fuentes dicen que fue encarcelada en Corfe, y otros dicen que en el Castillo de Bristol, durante los 39 años. Sin embargo, unos documentos de Enrique III confirman que Leonor fue hecha prisionera por Juan en el Castillo de Gloucester.

### Bajo Enrique III
Juan murió al finalizar un conflicto civil en 1216; a pesar de que la reclamación de Leonor era mejor, los barones ingleses dejaron que el hijo menor del rey Juan, Enrique III de Inglaterra, sucediera, dejando a la princesa de 32 años, aparentemente todavía bella y desafiante, bajo la vigilancia de Pedro de Maulay.
Como su reclamo a Inglaterra y Aquitania todavía era una amenaza a su hijo, antes de su muerte Juan declaró que Leonor no podría ser nunca liberada. Así que, Leonor siguió en cautividad, o "bajo un arresto casero gentil", sin importar cuanto pudiera ofrecer los bretones (en caso de que hubiera algún intento). Su supervivencia fue asegurada de acuerdo a un trato entre Inglaterra y Francia. En 1218, cesó ser nombrada como Condesa de Richmond después de que la regente de Enrique reconociera a Pedro como conde. Enrique III nombró a Leonor, ahora sin título, como "la pariente del rey" o "nuestra prima".
En 1221, hubo un rumor sobre un plan para salvar a Leonor y llevársela al rey de Francia. En 1225, Pedro de Maulay fue acusado de planear con el rey de Francia de tomar un barco para llevarse a la princesa. La alegaciones pudieron haber sido falsas, para desacreditarlo a él y a Pedro des Roches. Leonor fue trasladada fuera de la costa fuera o no real el complot. Desde el 13 de junio de 1222 fue transferida entre Gloucester (31 de julio de 1222 a 20 de julio de 1223), Marlborough (20 de agosto de a 9 de octubre de 1223 y enero de 1224) y Bristol (1224). Al final se asentó en Bristol desde junio de 1224 por un tiempo y fue visitada por Enrique III. El Castillo de Gloucester temporalmente sacó a todos sus prisioneros para acomodar a la princesa.
A pesar de que Enrique III estableció una ley para prevenir la sucesión legal de Leonor a la corona y consideró que Leonor nunca heredaría, desde 1223 él y su gobierno tomaron acciones serias para mantener cautiva a Leonor. Elegían y monitoreaban a sus guardias, y a menudo los cambiaban. Entre sus últimos guardias se encuentran: Engelard de Cigogné, Walter de St. Audoen, Richard de Landa, Gilbert de Greinville, Ralph Musard, Robert Lovel y Matthew de Walop.
Sin embargo, Leonor vivió y fue tratada como una princesa, tuvo sus propios apartamentos en el castillo donde recibió regalos generosos de la familia real como juegos, frutas, nueces y vino. También tuvo ropas decentes. Desde 1225, recibió una pensión. Enrique III él mismo una vez le envió 50 yardas de tela de lino, tres tocas, 50 libras de almendras y pasas respectivamente y una cesta de higos; le ofreció otra silla de montar, una prueba de que todavía podía montar a caballo. El gobernador la exhibía al público anualmente, en el caso de que hubiera rumores de que la cautiva real había sido tratada mal. Esto sugiere que la comunidad local sentía simpatía hacia ella. A veces el alcalde, alguaciles, civiles responsables y ciertas mujeres nobles la visitaban para ver que estaba segura. Una vez estuvo vigilada por Pedro de Rivaux, pero cuando Rivaux perdió poder en 1234, tanto ella como el castillo quedaron en manos de William Talbot. Apareció en Woodstock en noviembre de 1237. Ese mismo año se quedó en el castillo de Gloucester, otra vez bajo la custodia de William Talbot, con cuya mujer Leonor parecía estar peleada. El sheriff John Fitz Geoffrey pagó por sus gastos. Al reconciliarse Rivaux con Enrique III, William Talbot cesó de poseer el Castillo de Gloucester. En pascua o noviembre de 1238, Leonor fue transferida de vuelta a Bristol.
En 1235 Pedro renunció a Richmond y se suponía que se ofrecería a Leonor el honor de poseer la mansión de Richmond en Swaffham, Norfolk. Pero en 1241 Swaffham estaba controlada por Enrique III y Leonor solo recibió salario de ello por regalo del rey.
Durante el encarcelamiento de 39 años, Leonor fue aparentemente inocente de todo crimen, nunca se le hizo un juicio y tampoco fue sentenciada. Era vista como "prisionera del estado", se le prohibió casarse y fue vigilada de cerca incluso después de que sus años como posible madre pasaran.

## Muerte y legado
Leonor murió como monja en 1241 a la edad de 59 años. Fue enterrada en St James' Priory, Bristol, y enterrada de nuevo en el Amesbury Abbey, según sus deseos, anunciado por Enrique III. Sin embargo, ninguno de los lugares de enterramiento tiene un memorial para sus restos.
La crónica de Lanercost declara que un arrepentido Enrique III le dio una corona dorada a Leonor para legitimarse a sí mismo y a sus descendientes poco antea de su muerte, y tres día después. Le fue dada la misma corona a Eduardo (el futuro Eduardo I de Inglaterra) como regalo. Otra versión dice que solo llevó la corona una vez antes de devolverla.
Los Annales Londonienses hablan sobre su muerte, refiriéndose a ella como "Alienora quondam comitis Britanniæ filia, in custodia diuturni carceris strictissime reservata" (en español: "Leonor, la hija del fallecido conde de Bretaña, establecida en custodia de la prisión más estricta reservada"), y declaró que ella era la verdadera heredera de Inglaterra, aunque unos años tras su muerte Enrique III aún no quería admitir que no fue inicialmente el heredero a la Corona británica. Los Annales de Tewkesbury hablan de su muerye "IV Id Aug" en 1241 como "Alienora de Britannia consanguinea domini regis Henrici Angliæ" (en español: "Leonor de Bretaña, una familiar de sangre del lord rey "Enrique de Inglaterra"). La crónica de Lanercost habla de Leonor como la mujer más bella, determinada y diplomática. Las limitadas fuentes sobre su personalidad son consistentes y sugieren que nunca se resignó a su destino, como si décadas de confinamiento no pudiera forzarla a renunciar a sus derechos aunque hubiera poca esperanza de que se cumplieran. Los alguaciles allí fueron ordenados a proporcionar fundas y limosnas para sus obsequios..
En 1246, Enrique III hizo construir una capilla para ir a rezarle todos los días; En 1268, Enrique III le dio la mansión de Melksham, Wiltshire, un lugar que a Leonor le gustaba, a Amesbury por las almas de Leonor y Arturo. Así Leonor se convirtió en la benefactora de la Abadía del mismo nombre.
Leonor aparece en varias obras literarias, incluso los poemas Angelina (1796) de Mary Robinson y The Lament of Eleanor of Bretagne, de Menella Bute Smedley, la trilogía Through a Dark Mist, In the Shadow of Midnight, y The Last Arrow de Marsha Canham, las novelas Below the Salt de Thomas Costain, Here Be Dragons de Sharon Kay Penman, Sirocco Wind from the East de Virginia Ann Work y es la heroína de The Shimmering Sky de Rik Denton y de The Captive Princess de J.P. Reedman.